# رضا غندی‌پور
رضا غندی‌پور (زادهٔ ۲۱ دی ۱۳۸۴) بازیکن فوتبال اهل ایران است    که در پست مهاجم برای باشگاه فوتبال شباب الاهلی بازی می‌کند.
وی در بهمن ۱۴۰۳ توسط ورلد ساکر در جمع ۵۰ پدیده جوان فوتبال جهان قرار گرفت.

## دوران ملی
در تیم ملی نونهالان ایران حضور پیدا کرد و اکنون عضو تیم ملی نوجوانان ایران است. رضا به عنوان بهترین بازیکن تورنمنت کافا انتخاب شد. او در سال ۲۰۲۳ با نظر  (سرمربی تیم ملی نوجوانان) به جام جهانی زیر ۱۷ سال دعوت شد.